# Giesmo
Giesmo (em latim: Giesmus) foi um gépida do final do século V. Ele casou-se com uma filha de nome desconhecido do rei gépida Ardarico e teve um filho chamado Mundo, que tornar-se-ia general bizantino do imperador Justiniano (r. 527–565). Supondo que Mundão, citado em fontes do século VI, era o general Mundo, alguns autores propuseram que Giesmo era filho de Átila, o Huno (r. 434–453) e irmão de Elaco, Dengizico e Hernaco, seus os sucessores no trono do Império Huno, e Emnetzur e Ultzindur.